# Абдершин, Алимкай Абдуллович
Алимка́й Абду́ллович Абдерши́н (тат. Галимкай Габдулла улы Габдершин; 12 [25] мая 1911 — 26 мая 1983) — Герой Советского Союза, участник Великой Отечественной войны.

## Биография
Родился 12 [25] мая 1911 года в селе Старое Аллагулово.
С 1933 по 1935 годы служил в рядах РККА. После демобилизации трудился рабочим на заводе в Московской области.
В июне 1941 года был вновь призван в ряды РККА Красногорским райвоенкоматом Московской области. Принимал участие в боях на фронтах Великой Отечественной войны с 1943 года.
В ночь на 30 сентября 1943 года в составе роты высадился на правом берегу Днепра на Лютежском плацдарме. Роте младшего сержанта Алимкая Абдершина предстояло под огнём гитлеровцев преодолеть старицу реки. Переправившись вплавь, уничтожил гранатами гитлеровский ДЗОТ и заменил раненного командира взвода.
5 октября 1943 года участвовал в овладении высотой. После овладения советскими солдатами высоты гитлеровцы начали контратаковать эту высоту. Во время боя выбывшего командира роты автоматчиков взял на себя командование ротой. С 5 по 13 октября рота под командованием Абдершина успешно отразила все контратаки, уничтожив до 30 солдат и офицеров противника. 13 октября 1943 года был тяжело ранен.
Указом Президиума Верховного Совета СССР «О присвоении звания Героя Советского Союза генералам, офицерскому, сержантскому и рядовому составу Красной Армии» от 10 января 1944 года за «образцовое выполнение боевых заданий командования на фронте борьбы с немецко-фашистскими захватчиками и проявленные при этом отвагу и геройство» удостоен звания Героя Советского Союза со вручением ордена Ленина и медали «Золотая Звезда».
В конце 1945 года был демобилизован в звании старшина. После демобилизации жил в Москве.
В 1947 году вступил в КПСС.
Умер 26 мая 1983 года. Похоронен на Даниловском мусульманском кладбище.

## Награды
- Медаль «Золотая Звезда» № 7334
- Орден Ленина № 38800
- Орден Отечественной войны 1 степени
- Грамота Президиума Верховного Совета СССР
- Медали

## Память
- Мемориальная доска на здании школы в селе Старое Аллагулово.